# Blythewood
Blythewood è un comune degli Stati Uniti d'America, situato in Carolina del Sud, diviso tra la Contea di Fairfield e la Contea di Richland.